# Ford Model S
La Ford Model S è una vettura di fascia economica prodotta dal 1907 al 1909 dalla Ford.

## Contesto
Derivava della Ford Model N. La principale differenza tra i due modelli era data dalla presenza opzionale di una fila di sedili posti subito dietro quelli anteriori.
Il modello base era venduto a 700 dollari. Erano disponibili alcuni optional quali: fari a gas, capote e anche dei sostegni per gli ombrelli. Ne furono vendute 3.750 esemplari e fu l'ultimo modello Ford che precedette la celebre Model T.